# Södra Grötlingboudd
Södra Grötlingboudd este o arie protejată (arie specială de conservare — SAC, sit de importanță comunitară — SCI, arie de protecție specială avifaunistică — SPA) din Suedia întinsă pe o suprafață de 115,6 ha, integral pe uscat.

## Localizare
Centrul sitului Södra Grötlingboudd este situat la coordonatele 57°06′39″N 18°25′17″E / 57.1109°N 18.4213°E.

## Înființare
Situl Södra Grötlingboudd a fost declarat arie de protecție specială avifaunistică în ianuarie 1998 pentru a proteja 8 specii de animale. Alte tipuri de protecție:
- sit de importanță comunitară (în aprilie 2004)
- arie specială de conservare (în martie 2011)[1][3][4]

## Biodiversitate
Situată în ecoregiunile boreală și marină baltică, aria protejată conține 6 habitate naturale: Pajiști cu Molinia pe soluri calcaroase, turboase sau argilos-nămoloase (Molinion caeruleae), Pășuni din zone de pădure fino-scandinave, Pășuni de coastă din Baltica boreală, Lagune de coastă, Pajiști uscate seminaturale și facies de acoperire cu tufișuri pe substraturi calcaroase (Festuco-Brometalia) (* situri importante pentru orhidee), Litoraluri nisipoase din Baltica boreală cu vegetație perenă.
La baza desemnării sitului se află mai multe specii protejate de  păsări (8): Branta leucopsis, sfrâncioc roșiatic (Lanius collurio), bătăuș (Philomachus pugnax), ciocântors (Recurvirostra avosetta), chiră mică (Sterna albifrons), chiră de baltă (Sterna hirundo), Sterna paradisaea, chiră de mare (Sterna sandvicensis).